# Noro Eitarō

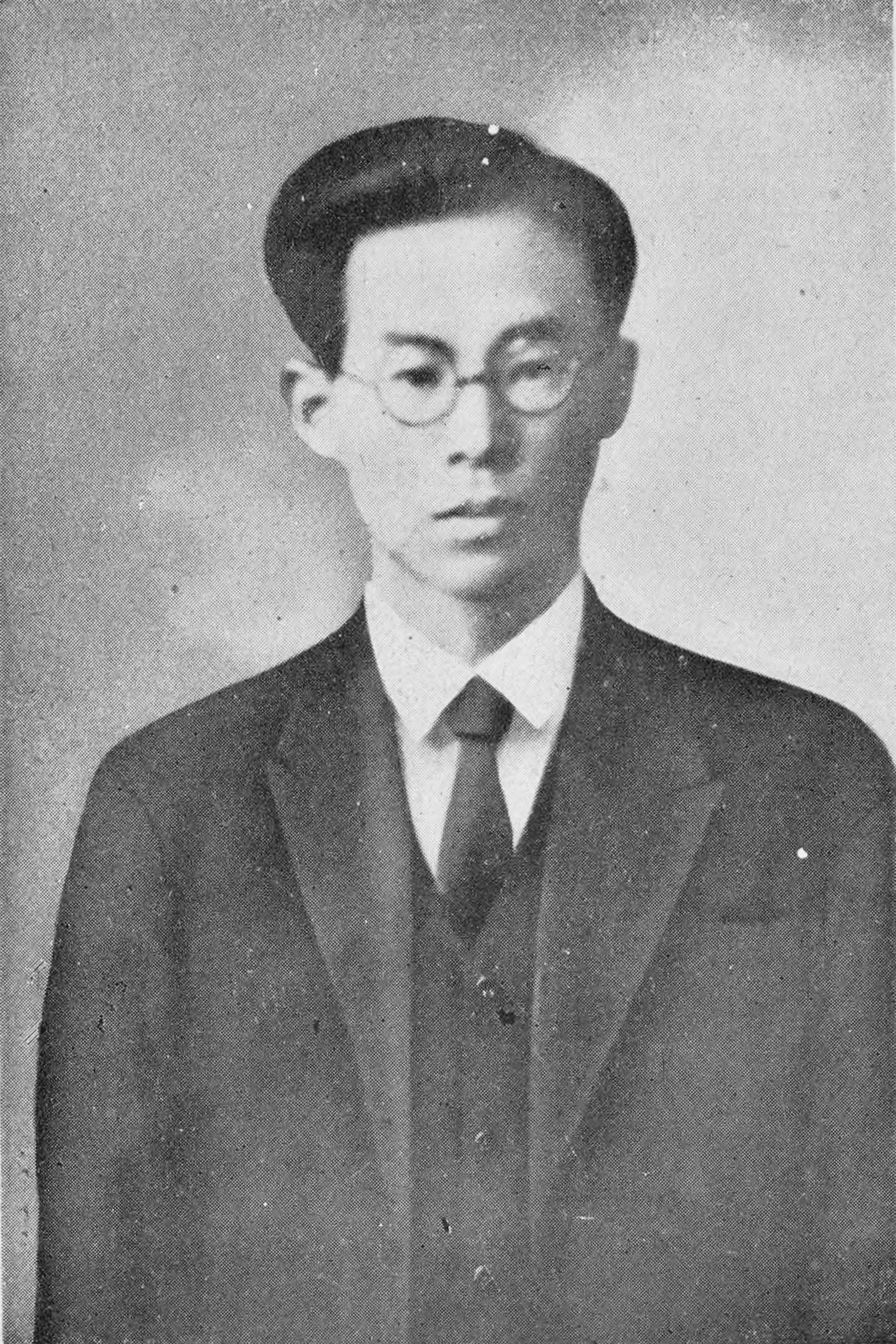
Noro Eitarō

Noro Eitarō (japanisch 野呂 榮太郎; geboren 30. April 1900 in Hokkaidō; gestorben 19. Februar 1934) war ein japanischer Marxist und bedeutender Theoretiker der Kommunistischen Partei Japans.

## Leben und Wirken
Noro Eitarō studierte an der Keiō-Universität. Während seiner Studienzeit wurde er von Nosaka Sanzō beeinflusst, dem späteren Führer der Kommunistischen Partei Japans. Noro studierte dann japanische Wirtschaft am „Forschungsinstitut zur Situation der Industriearbeiter“ (産業労働調査所, Sangyō Rōdō Chōsajo) und am „Forschungsinstitut zur proletarischen Wissenschaft“ (プロレタリア科学研究所, Puroretaria Kagaku Kenkyūjo).
In seinen Schriften betonte Noro den bürgerlichen Charakter der Meiji-Restauration 1868. Später konzentrierte er sich auf die Darstellung des semifeudalen Charakters der ländlichen Gesellschaft als bestimmende Basis für den japanischen Kapitalismus. Er gab, zusammen mit Yamada Moritarō (1897–1980), Hiranō Yoshitarō (1897–1980) und Ōtsuka Kinnosuke (大塚 金之助; 1892–1977), von 1932 bis 1933 „Vorträge zur Entwicklung des japanischen Kapitalismus“ (日本資本主義発達史講座, Nihon Shihonshugi Hattatsu-shi Kōza) heraus. Diese Publikation führte zu einem ideologisch gefärbten Streit zwischen den Anhängern der sogenannten Kōza-Richtung und denen der Rōnō-Richtung.
Noros Hauptwerk ist die Essay-Sammlung „Die Geschichte der Entwicklung des japanischen Kapitalismus“ (日本資本主義発達史, Nihon Shihonshugi Hattatsu-shi).
Noro wurde 1933 festgenommen und starb im Polizei-Gewahrsam.
Im Januar 1974, 40 Jahre nach dem Tod Noros, wurde von der Kommunistischen Partei Japans der „Noro Eitarō-Preis“ gestiftet, mit dem Leistungen in den Sozialwissenschaften und verwandten Gebieten ausgezeichnet wurden. Die Preisvergabe endete 2006.